# Anna and the Moods
Anna and the Moods är en isländsk datoranimerad kortfilm från 2007. Filmen är regisserad av Gunnar Karlsson och skapad av det isländska animeringsföretaget CAOZ i Reykjavik. Den hade premiär 9 februari 2007 på Island.
Filmen handlar om flickan Anna Young, vars röst görs av sångerskan och musikern Björk. Bland övriga röster märks Monty Python-medlemmen Terry Jones, musikern Damon Albarn och författaren Sjón Sigurdsson (även manus).

## Handling
Filmen handlar om flickan Anna Young, den "perfekta" dottern. Allt tycks gå bra till hon en dag vaknar hon upp i en allvarlig sjukdom. Hennes oroade föräldrar tar henne till Dr. Artmanns klinik där hon undersöks till följd av ett chockerande resultat.

## Musik
Filmens originalmusik är komponerad av Julian Nott och framförd av The Brodsky Quartet.

## Röstskådespelare
| Terry Jones         | – Berättare   |
| Björk               | – Anna Young  |
| Damon Albarn        | – Mr. Young   |
| Thorunn Larusdottir | – Mrs. Young  |
| Sjón Sigurdsson     | – Dr. Artmann |